# 外部監査制度
外部監査制度（がいぶかんさせいど）は、組織において内部組織による監査ではなくその組織とは関係のない第三者による監査の制度のことをさすが、ここでは地方公共団体の外部監査制度について述べる。
- 地方自治法は、以下で条数のみ記載する。

## 外部監査制度導入の経緯
日本における地方公共団体の外部監査制度の導入は、地方公共団体による不正な公金の支出が問題となり、1997年（平成9年）に地方自治法が改正され同年6月4日付けで公布、1998年（平成10年）10月1日付けで施行されたものである。

## 概要
地方公共団体の外部監査制度は、それぞれの地方公共団体が外部監査契約を結んだ外部監査人がその地方公共団体の監査を行うというものであり、包括外部監査と個別外部監査に分けられる。

## 外部監査契約

### 外部監査契約の種類
外部監査契約とは、包括外部監査契約及び個別外部監査契約をいう（252条の27第1項）。 
- 「包括外部監査契約」とは、都道府県、政令指定都市、中核市（252条の36第1項）が、最少の経費で最大の効果、組織及び運営の合理化（第2条第14項及び第15項）を達成するため、外部監査契約を締結できる者（252条の28第1項又は第2項）の監査を受けるとともに監査の結果に関する報告の提出を受けることを内容とする契約であつて、地方自治法の定めるところにより、毎会計年度、当該監査を行う者と締結するものをいう（252条の27第2項）。
- 「個別外部監査契約」とは、次の各号に掲げる普通地方公共団体が、当該各号に掲げる請求又は要求があつた場合において、当該請求又は要求に係る事項について外部監査契約を締結できる者の監査を受けるとともに監査の結果に関する報告の提出を受けることを内容とする契約であつて、地方自治法の定めるところにより、当該監査を行う者と締結するものをいう（252条の27第3項）。

一　252条の39第1項に規定する普通地方公共団体　選挙権を有する者の50分の1以上の連署をもって行われる監査請求（75条第1項）
二　252条の40第1項に規定する普通地方公共団体　議会による監査請求（98条第2項）
三　252条の41第1項に規定する普通地方公共団体　地方公共団体の長からの監査要求（199条第6項）
四　252条の42第1項に規定する普通地方公共団体　財政的援助を与えているもの等に係る監査要求（199条第7項）
五　252条の42第1項に規定する普通地方公共団体　住民監査請求に係る監査請求（242条）

### 外部監査契約を締結できる者
普通地方公共団体が外部監査契約を締結できる者は、普通地方公共団体の財務管理、事業の経営管理その他行政運営に関し優れた識見を有する者であって、次の各号のいずれかに該当するものとする（252条の28 1項 2項）。
- 弁護士（弁護士となる資格を有する者を含む。）
- 公認会計士（公認会計士となる資格を有する者を含む。）
- 国の行政機関において会計検査に関する行政事務に従事した者又は地方公共団体において監査若しくは財務に関する行政事務に従事した者であって、監査に関する実務に精通しているものとして政令で定めるもの
- 税理士（税理士となる資格を有する者を含む。）

普通地方公共団体は、次の各号のいずれかに該当する者と外部監査契約を締結してはならない（252条の28第3項）。 
- 禁錮以上の刑に処せられた者であって、その執行を終わり、又は執行を受けることがなくなってから3年を経過しないもの
- 破産手続開始の決定を受けて復権を得ない者
- 国家公務員法又は地方公務員法の規定により懲戒免職の処分を受け、当該処分の日から3年を経過しない者
- 弁護士法、公認会計士法又は税理士法の規定による懲戒処分により、弁護士会からの除名、公認会計士の登録の抹消又は税理士の業務の禁止の処分を受けた者でこれらの処分を受けた日から3年を経過しないもの（これらの法律の規定により再び業務を営むことができることとなつた者を除く。）
- 懲戒処分により、弁護士、公認会計士又は税理士の業務を停止された者で、現にその処分を受けているもの
- 当該普通地方公共団体の議会の議員
- 当該普通地方公共団体の職員
- 当該普通地方公共団体の職員で政令で定めるものであった者
- 当該普通地方公共団体の長、副知事若しくは助役、出納長若しくは収入役、副出納長若しくは副収入役又は監査委員と親子、夫婦又は兄弟姉妹の関係にある者
- 当該普通地方公共団体に対し請負（外部監査契約に基づくものを除く。）をする者及びその支配人又は主として同一の行為をする法人の無限責任社員、取締役、執行役若しくは監査役若しくはこれらに準ずべき者、支配人及び清算人

### 特定の事件についての監査の制限
包括外部監査人又は個別外部監査人は、自己若しくは父母、祖父母、配偶者、子、孫若しくは兄弟姉妹の一身上に関する事件又は自己若しくはこれらの者の従事する業務に直接の利害関係のある事件については、監査することができない（地方自治法第252条の29）。

### 監査の実施に伴う外部監査人と監査委員相互間の配慮
外部監査人（包括外部監査人及び個別外部監査人をいう。）は、監査を実施するに当たつては、監査委員にその旨を通知する等相互の連絡を図るとともに、監査委員の監査の実施に支障を来さないよう配慮しなければならない。また、監査委員は、監査を実施するに当たつては、外部監査人の監査の実施に支障を来さないよう配慮しなければならない（地方自治法第252条の30第1項、第2項）。

### 監査の実施に伴う外部監査人の義務
外部監査人は、外部監査契約の本旨に従い、善良な管理者の注意をもつて、誠実に監査を行う義務を負い、外部監査契約の履行に当たつては、常に公正不偏の態度を保持し、自らの判断と責任において監査をしなければならない（252条の31第1項、第2項）。 
外部監査人は、監査の実施に関して知り得た秘密を漏らしてはならない。また、外部監査人でなくなつた後であつても、同様とする。この規定に違反した者は、二年以下の懲役又は百万円以下の罰金に処する（252条の31第3項、第4項）。
外部監査人は、監査の事務に関しては、刑法その他の罰則の適用については、法令により公務に従事する職員とみなす（252条の31第5項）。

### 外部監査人補助者
外部監査人は、監査の事務を他の者に補助させることができる。この場合においては、外部監査人は、政令の定めるところにより、あらかじめ監査委員に協議しなければならない（252条の32第1項）。
協議は、監査委員の合議によるものとされ、監査委員は、協議が調つた場合には、直ちに当該監査の事務を補助する者の氏名及び住所並びに当該監査の事務を補助する者が外部監査人の監査の事務を補助できる期間を告示しなければならない。（252条の32第2項、第3項）。
外部監査人は、監査が適正かつ円滑に行われるよう、外部監査人の監査の事務を補助する者として告示された者であつて、かつ、外部監査人の監査の事務を補助できる期間内にある、外部監査人補助者を監督しなければならない（252条の32第4項）。
外部監査人補助者は、外部監査人の監査の事務を補助したことに関して知り得た秘密を漏らしてはならない。外部監査人補助者でなくなつた後であつても、同様とする。この項の規定に違反した者は、2年以下の懲役又は100万円以下の罰金に処する（252条の32第5項、第6項）。
また、外部監査人補助者は、外部監査人の監査の事務の補助に関しては、刑法その他の罰則の適用については、法令により公務に従事する職員とみなす（252条の32第7項）。
外部監査人は、外部監査人補助者に監査の事務を補助させる必要がなくなつたときは、速やかに、その旨を監査委員に通知しなければならない。この通知があつたときは、監査委員は、速やかに、当該通知があつた者の氏名及び住所並びにその者が外部監査人を補助する者でなくなつたことを告示しなければならない。この規定による告示があつたときは、当該告示された者が外部監査人の監査の事務を補助できる期間は終了する。（252条の32第8項-第10項）

### 外部監査人の監査への協力
普通地方公共団体が外部監査人の監査を受けるに当たつては、当該普通地方公共団体の議会、長その他の執行機関又は職員は、外部監査人の監査の適正かつ円滑な遂行に協力するよう努めなければならない。また、代表監査委員は、外部監査人の求めに応じ、監査委員の監査の事務に支障のない範囲内において、監査委員の事務局長、書記その他の職員又は180条の3の規定による職員を外部監査人の監査の事務に協力させることができる。（252条の33第1項、第2項）

### 議会による説明の要求又は意見の陳述
普通地方公共団体の議会は、外部監査人の監査に関し必要があると認めるときは、外部監査人又は外部監査人であつた者の説明を求めることができる。また、普通地方公共団体の議会は、外部監査人の監査に関し必要があると認めるときは、外部監査人に対し意見を述べることができる。（地方自治法第252条の34第1項、第2項）

### 外部監査契約の解除
普通地方公共団体の長は、外部監査人が252条の28第1項各号のいずれにも該当しなくなつたとき（同条第2項の規定により外部監査契約が締結された場合にあつては、税理士（税理士となる資格を有する者を含む。）でなくなつたとき）、又は同条第3項各号のいずれかに該当するに至つたときは、当該外部監査人と締結している外部監査契約を解除しなければならない。（252条の35第1項）
普通地方公共団体の長は、外部監査人が心身の故障のため監査の遂行に堪えないと認めるとき、外部監査人に地方自治法若しくはこれに基づく命令の規定又は外部監査契約に係る義務に違反する行為があると認めるときその他外部監査人と外部監査契約を締結していることが著しく不適当と認めるときは、外部監査契約を解除することができる。この場合においては、あらかじめ監査委員の意見を聴くとともに、その意見を付けて議会の同意を得なければならない。監査委員の意見は、監査委員の合議によるものとする。（252条の35第2項、第4項）
外部監査人が、外部監査契約を解除しようとするときは、普通地方公共団体の長の同意を得なければならない。この場合においては、当該普通地方公共団体の長は、あらかじめ監査委員の意見を聴かなければならない。（252条の35第3項）
普通地方公共団体の長は、外部監査契約を解除したとき、又は外部監査契約を解除されたときは、直ちに、その旨を告示するとともに、遅滞なく、新たに外部監査契約を締結しなければならない。なお、外部監査契約の解除は、将来に向かつてのみその効力を生ずる。（252条の35第5項、第6項）

## 包括外部監査契約に基づく監査

### 包括外部監査契約の締結
次に掲げる普通地方公共団体（以下「包括外部監査対象団体」という。）の長は、政令の定めるところにより、毎会計年度、当該会計年度に係る包括外部監査契約を、速やかに、一の者と締結しなければならない。この場合においては、あらかじめ監査委員の意見を聴くとともに、議会の議決を経なければならない。なお、監査委員の意見については合議によるものとする。（252条の36第1項、第2項）
- 都道府県
- 政令で定める市（指定都市、中核市）
- 前号に掲げる市以外の市又は町村で、契約に基づく監査を受けることを条例により定めたもの

包括外部監査契約を締結する場合において、包括外部監査対象団体は、連続して4回、同一の者と包括外部監査契約を締結してはならない。（252条の36第3項）
包括外部監査契約には、次に掲げる事項について定めなければならない。（252条の36第4項）
- 包括外部監査契約の期間の始期
- 包括外部監査契約を締結した者に支払うべき監査に要する費用の額の算定方法
- 前二号に掲げる事項のほか、包括外部監査契約に基づく監査のために必要な事項として政令で定めるもの

包括外部監査対象団体の長は、包括外部監査契約を締結したときは、252条の36第4項第一号及び第二号に掲げる事項その他政令で定める事項を直ちに告示しなければならない。（252条の36第5項）
包括外部監査契約の期間の終期は、包括外部監査契約に基づく監査を行うべき会計年度の末日とする。（252条の36第6項）
包括外部監査対象団体は、包括外部監査契約の期間を十分に確保するよう努めなければならない。（252条の36第7項）

### 包括外部監査人の監査
包括外部監査人は、包括外部監査対象団体の財務に関する事務の執行及び包括外部監査対象団体の経営に係る事業の管理のうち、最少の経費で最大の効果、運営の合理化等（2条第14項及び第15項の規定の趣旨）を達成するため必要と認める特定の事件について監査するものとする。

包括外部監査人は、監査をするに当たつては、当該包括外部監査対象団体の財務に関する事務の執行及び当該包括外部監査対象団体の経営に係る事業の管理が2条第14項及び第15項の規定の趣旨にのつとつてなされているかどうかに、特に、意を用いなければならない。（252条の37第1項、第2項）
包括外部監査人は、包括外部監査契約で定める包括外部監査契約の期間内に少なくとも1回以上地方自治法第252条の37第1項の規定による監査をしなければならない。（252条の37第3項）
包括外部監査対象団体は、当該包括外部監査対象団体が第199条第7項に規定する財政的援助を与えているものの出納その他の事務の執行で当該財政的援助に係るもの、当該包括外部監査対象団体が出資しているもので同項の政令で定めるものの出納その他の事務の執行で当該出資に係るもの、当該包括外部監査対象団体が借入金の元金若しくは利子の支払を保証しているものの出納その他の事務の執行で当該保証に係るもの、当該包括外部監査対象団体が受益権を有する信託で同項の政令で定めるものの受託者の出納その他の事務の執行で当該信託に係るもの又は当該包括外部監査対象団体が第244条の2第3項の規定に基づき公の施設の管理を行わせているものの出納その他の事務の執行で当該管理の業務に係るものについて、包括外部監査人が必要があると認めるときは監査することができることを条例により定めることができる。（252条の37第4項）
包括外部監査人は、包括外部監査契約で定める包括外部監査契約の期間内に、監査の結果に関する報告を決定し、これを包括外部監査対象団体の議会、長及び監査委員並びに関係のある教育委員会、選挙管理委員会、人事委員会若しくは公平委員会、公安委員会、労働委員会、農業委員会その他法律に基づく委員会又は委員に提出しなければならない。（252条の37第5項）

### 意見の聴取・公表
包括外部監査人は、監査のため必要があると認めるときは、監査委員と協議して、関係人の出頭を求め、若しくは関係人について調査し、若しくは関係人の帳簿、書類その他の記録の提出を求め、又は学識経験を有する者等から意見を聴くことができる。なお、監査委員との協議については、監査委員の合議とする。（252条の38第1項、第5項）
包括外部監査人は、監査の結果に基づいて必要があると認めるときは、当該包括外部監査対象団体の組織及び運営の合理化に資するため、監査の結果に関する報告に添えてその意見を提出することができる。（252条の38第2項）
監査委員は、包括外部監査人の監査の結果に関し必要があると認めるときは、当該包括外部監査対象団体の議会及び長並びに関係のある教育委員会、選挙管理委員会、人事委員会若しくは公平委員会、公安委員会、労働委員会、農業委員会その他法律に基づく委員会又は委員にその意見を提出することができる。なお、提出された意見の決定については、監査委員の合議とする。（252条の38第4項、第5項）
監査委員は、252条の37第5項の規定により監査の結果に関する報告の提出があつたときは、これを公表しなければならない。同条第同項の規定による監査の結果に関する報告の提出があつた場合において、当該監査の結果に関する報告の提出を受けた包括外部監査対象団体の議会、長、教育委員会、選挙管理委員会、人事委員会若しくは公平委員会、公安委員会、労働委員会、農業委員会その他法律に基づく委員会又は委員は、当該監査の結果に基づき、又は当該監査の結果を参考として措置を講じたときは、その旨を監査委員に通知するものとする。この場合においては、監査委員は、当該通知に係る事項を公表しなければならない。（252条の38第3項、第6項）

## 個別外部監査契約に基づく監査
75条第1項（選挙有権者の50分の1以上の署名をもつて行われる監査請求）の請求に係る監査について、監査委員の監査に代えて契約に基づく監査によることができることを条例により定める普通地方公共団体の同項の選挙権を有する者は、政令の定めるところにより、地方自治法第75条第1項の請求をする場合において、併せて監査委員の監査に代えて個別外部監査契約に基づく監査によることを求めることができる。この規定により個別外部監査契約に基づく監査によることが求められた地方自治法第75条第1項の請求については、同法第75条第2項から第4項までの規定は適用しない。（b:252条の39第1項、第2項）
事務の監査の請求に係る個別外部監査の請求があつたときは、監査委員は、直ちに、政令の定めるところにより、請求の要旨を公表するとともに、当該事務の監査の請求に係る個別外部監査の請求について監査委員の監査に代えて個別外部監査契約に基づく監査によることについての意見を付けて、その旨を当該普通地方公共団体の長に通知しなければならない。この通知があつたときは、当該普通地方公共団体の長は、当該通知があつた日から二十日以内に議会を招集し、同項の規定による監査委員の意見を付けて、当該事務の監査の請求に係る個別外部監査の請求について監査委員の監査に代えて個別外部監査契約に基づく監査によることについて、議会に付議し、その結果を監査委員に通知しなければならない。なお、監査委員の意見の決定については合議によるものとする。（252条の39第3項、第4項、第7項）
事務の監査の請求に係る個別外部監査の請求について監査委員の監査に代えて個別外部監査契約に基づく監査によることについて議会の議決を経た場合においては、当該普通地方公共団体の長は、政令の定めるところにより、当該事務の監査の請求に係る個別外部監査の請求に係る事項についての個別外部監査契約を一の者と締結しなければならない。 なお、個別外部監査契約を締結する場合においては、当該普通地方公共団体の長は、あらかじめ監査委員の意見を聴くとともに、議会の議決を経なければならない。 なお、監査委員の意見の決定については、監査委員の合議によるものとする。（252条の39第5項、第6項、第7項）

### 個別外部監査契約
252条の39第5項の個別外部監査契約には、次に掲げる事項について定めなければならない。普通地方公共団体の長は、個別外部監査契約を締結したときは、次の第一号から第三号までに掲げる事項その他政令で定める事項を直ちに告示しなければならない。（252条の39第8項、第9項）
- 事務の監査の請求に係る個別外部監査の請求に係る事項
- 個別外部監査契約の期間
- 個別外部監査契約を締結した者に支払うべき監査に要する費用の額の算定方法
- 前三号に掲げる事項のほか、個別外部監査契約に基づく監査のために必要な事項として政令で定めるもの

包括外部監査対象団体の長が、個別外部監査契約を当該包括外部監査対象団体の包括外部監査人と締結するときは、252条の39第6項の規定は、適用しない。この場合においては、当該個別外部監査契約は、個別外部監査契約の期間が当該包括外部監査対象団体が締結している包括外部監査契約で定める包括外部監査契約の期間を超えないものであり、かつ、個別外部監査契約を締結した者に支払うべき費用の額の算定方法が当該包括外部監査契約で定める包括外部監査契約を締結した者に支払うべき費用の額の算定方法に準じたものでなければならない。この規定により個別外部監査契約を締結した包括外部監査対象団体の長は、その旨を議会に報告しなければならない。また、個別外部監査契約を締結した者は、当該個別外部監査契約で定める個別外部監査契約の期間内に、事務の監査の請求に係る個別外部監査の請求に係る事項につき監査し、かつ、監査の結果に関する報告を決定するとともに、これを当該個別外部監査契約を締結した普通地方公共団体の議会、長及び監査委員並びに関係のある教育委員会、選挙管理委員会、人事委員会若しくは公平委員会、公安委員会、労働委員会、農業委員会その他法律に基づく委員会又は委員に提出しなければならない。なお、監査委員は、の規定により監査の結果に関する報告の提出があつたときは、これを当該事務の監査の請求に係る個別外部監査の請求に係る代表者に送付し、かつ、公表しなければならない。（252条の39第10項-第13項）

### 地方自治法第98条第2項の規定による監査の特例
98条第2項（議会からの個別外部監査の請求）の請求に係る監査について監査委員の監査に代えて契約に基づく監査によることができることを条例により定める普通地方公共団体の議会は、同項の請求をする場合において、特に必要があると認めるときは、その理由を付して、併せて監査委員の監査に代えて個別外部監査契約に基づく監査によることを求めることができる。この場合においては、あらかじめ監査委員の意見を聴かなければならない。なお、議会からの個別外部監査の請求があつたときは、監査委員は、直ちにその旨を当該普通地方公共団体の長に通知しなければならない。（252条の40第1項、第3項）
個別外部監査契約を締結した者は、当該個別外部監査契約で定める個別外部監査契約の期間内に、議会からの個別外部監査の請求に係る事項につき監査しなければならない。（252条の40第第5項）

### 地方自治法第199条第6項の規定による監査の特例
199条第6項（長からの個別外部監査の要求）の要求に係る監査について、監査委員の監査に代えて契約に基づく監査によることができることを条例により定める普通地方公共団体の長は、同項の要求をする場合において、特に必要があると認めるときは、その理由を付して、併せて監査委員の監査に代えて個別外部監査契約に基づく監査によることを求めることができる。なお、この規定により個別外部監査契約に基づく監査によることが求められた長からの個別外部監査の要求（地方自治法第199条第6項）については、同項の規定にかかわらず、監査委員は、当該長からの個別外部監査の要求に係る事項についての監査は行わない。（252条の41第1項、第2項）
長からの個別外部監査の要求（199条第6項）があつたときは、監査委員は、直ちに、監査委員の監査に代えて個別外部監査契約に基づく監査によることについての意見を当該普通地方公共団体の長に通知しなければならない。（252条の41第3項）

### 地方自治法第199条第7項の規定による監査の特例
普通地方公共団体が199条第7項（財政的援助を与えているもの等に係る個別外部監査の要求）に規定する財政的援助を与えているものの出納その他の事務の執行で当該財政的援助に係るもの、普通地方公共団体が出資しているもので同項の政令で定めるものの出納その他の事務の執行で当該出資に係るもの、普通地方公共団体が借入金の元金若しくは利子の支払を保証しているものの出納その他の事務の執行で当該保証に係るもの、普通地方公共団体が受益権を有する信託で同項の政令で定めるものの受託者の出納その他の事務の執行で当該信託に係るもの又は普通地方公共団体が244条の2第3項の規定に基づき公の施設の管理を行わせているものの出納その他の事務の執行で当該管理の業務に係るものについての199条第7項の要求に係る監査について、監査委員の監査に代えて契約に基づく監査によることができることを条例により定める普通地方公共団体の長は、同項の要求をする場合において、特に必要があると認めるときは、その理由を付して、併せて監査委員の監査に代えて個別外部監査契約に基づく監査によることを求めることができる。なお、この規定により個別外部監査契約に基づく監査によることが求められた財政的援助を与えているもの等に係る個別外部監査の要求については、同項の規定にかかわらず、監査委員は、当該財政的援助を与えているもの等に係る個別外部監査の要求に係る事項についての監査は行わない。（252条の42第1項、第2項）
地方自治法第199条第7項による財政的援助を与えているもの等に係る個別外部監査の要求があつたときは、監査委員は、直ちに、監査委員の監査に代えて個別外部監査契約に基づく監査によることについての意見を当該普通地方公共団体の長に通知しなければならない。 （252条の42第3項）
個別外部監査契約を締結した者は、当該個別外部監査契約で定める個別外部監査契約の期間内に、199条第7項による財政的援助を与えているもの等に係る個別外部監査の要求に係る事項につき監査しなければならない。（252条の42第5項）

### 住民監査請求等の特例
242条第1項の請求（住民監査請求に係る個別外部監査の請求）に係る監査について監査委員の監査に代えて契約に基づく監査によることができることを条例により定める普通地方公共団体の住民は、同項の請求をする場合において、特に必要があると認めるときは、政令の定めるところにより、その理由を付して、併せて監査委員の監査に代えて個別外部監査契約に基づく監査によることを求めることができる。なお、監査委員は、この規定により個別外部監査契約に基づく監査によることが求められた242条第1項による住民監査請求に係る個別外部監査の請求があつた場合において、当該住民監査請求に係る個別外部監査の請求について、監査委員の監査に代えて個別外部監査契約に基づく監査によることが相当であると認めるときは、個別外部監査契約に基づく監査によることを決定し、当該住民監査請求に係る個別外部監査の請求があつた日から二十日以内に、その旨を当該普通地方公共団体の長に通知しなければならない。この場合においては、監査委員は、当該通知をした旨を、当該住民監査請求に係る個別外部監査の請求に係る請求人に直ちに通知しなければならない。（252条の43第1項、第2項）
個別外部監査人は、252条の43第5項において読み替えて適用する地方自治法第242条第6項の規定による陳述の聴取を行う場合又は関係のある当該普通地方公共団体の長その他の執行機関若しくは職員の陳述の聴取を行う場合において、必要があると認めるときは、監査委員と協議して、関係のある当該普通地方公共団体の長その他の執行機関若しくは職員又は請求人を立ち会わせることができる。なお、この規定による協議は、監査委員の合議によるものとする。（252条の43第7項、第8項）
242条第1項による住民監査請求に係る個別外部監査の請求があつた場合において、監査委員が当該住民監査請求に係る個別外部監査の請求があつた日から二十日以内に、当該普通地方公共団体の長に第2項前段の規定による通知を行わないときは、当該住民監査請求に係る個別外部監査の請求は、初めから第一項の規定により個別外部監査契約に基づく監査によることが求められていない242条第1項の請求であつたものとみなす。この場合においては、監査委員は、同条第4項の規定による通知を行うときに、併せて当該普通地方公共団体の長に第2項前段の規定による通知を行わなかつた理由を書面により当該住民監査請求に係る個別外部監査の請求に係る請求人に通知し、かつ、これを公表しなければならない。